# Тар-Гіл (Північна Кароліна)
Тар-Гіл (англ. Tar Heel) — місто (англ. town) в США, в окрузі Блейден штату Північна Кароліна. Населення — 90 осіб (2020).

## Географія
Тар-Гіл розташований за координатами 34°43′58″ пн. ш. 78°47′25″ зх. д. / 34.73278° пн. ш. 78.79028° зх. д. (34.732841, -78.790224).  За даними Бюро перепису населення США в 2010 році місто мало площу 0,45 км², уся площа — суходіл. В 2017 році площа становила 0,48 км², уся площа — суходіл.

## Демографія
Згідно з переписом 2010 року, у місті мешкало 117 осіб у 60 домогосподарствах у складі 34 родин. Густота населення становила 262 особи/км².  Було 65 помешкань (146/км²).
Расовий склад населення:
| - 91,5 % — білих - 1,7 % — корінних американців - 5,1 % — осіб інших рас |

До двох чи більше рас належало 1,7 %. Частка іспаномовних становила 5,1 % від усіх жителів.
За віковим діапазоном населення розподілялося таким чином: 11,1 % — особи молодші 18 років, 65,8 % — особи у віці 18—64 років, 23,1 % — особи у віці 65 років та старші. Медіана віку мешканця становила 54,3 року. На 100 осіб жіночої статі у місті припадало 88,7 чоловіків;  на 100 жінок у віці від 18 років та старших — 82,5 чоловіків також старших 18 років.
Середній дохід на одне домашнє господарство  становив 46 980 доларів США (медіана — 38 750), а середній дохід на одну сім'ю — 53 015 доларів (медіана — 48 750). За межею бідності перебувало 30,6 % осіб, у тому числі 0,0 % дітей у віці до 18 років та 20,0 % осіб у віці 65 років та старших.
Цивільне працевлаштоване населення становило 55 осіб. Основні галузі зайнятості: роздрібна торгівля — 21,8 %, будівництво — 18,2 %, освіта, охорона здоров'я та соціальна допомога — 14,5 %, транспорт — 10,9 %.